# 人类最早进入太空计划
人类最早进入太空计划（英語：Man In Space Soonest）是一个美国的航天计划，目的是要把美国宇航员先于苏联送入太空。最初设想的运载火箭是索尔火箭（Thor rocket），后来改为宇宙神火箭（Atlas rocket）。这个美国空军的计划没能成功，后来发展为水星计划。
1961年4月12日，苏联宇航员尤里·加加林执行东方1号任务时成为了第一个进入太空的人类。虽然人类最早进入太空计划没有成功，但计划中的宇航员尼尔·阿姆斯壯（Neil Armstrong）成为了第一个踏上月球的人类。这个计划的一些宇航员来自X-15计划。

## 宇航员候选人

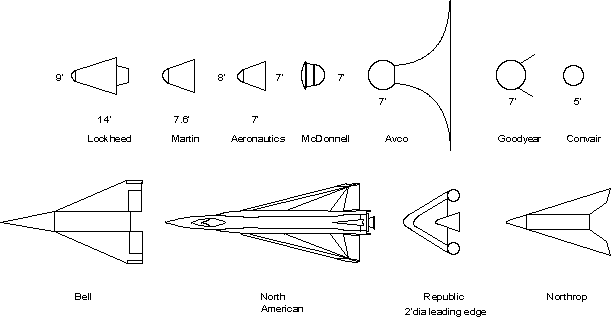
Spacecraft proposals from different companies.

“人类最早进入太空计划”曾使用雷神助推器，然后再使用阿特拉斯，将单人航天器发射入轨道。 1958年6月25日，空军宣布以下9名被选为该计划的宇航员：
- 尼尔·阿姆斯特朗(Neil A. Armstrong, 1930–2012)
- 威廉·布里吉曼（William Bridgeman）
- 斯科特·克罗斯菲尔德（Scott Crossfield）
- 伊文·琴切罗（Iven Kincheloe）
- 约翰·麦凯（John B. McKay）
- 罗伯特·鲁什沃斯（Robert Rushworth）
- 约瑟夫·沃克（Joe Walker）
- 艾尔文·怀特（Alvin White）
- 罗伯特·M·怀特（英语：Robert Michael White）（Robert M. White, 1924–2010）

有關人类最早进入太空计划的人物:

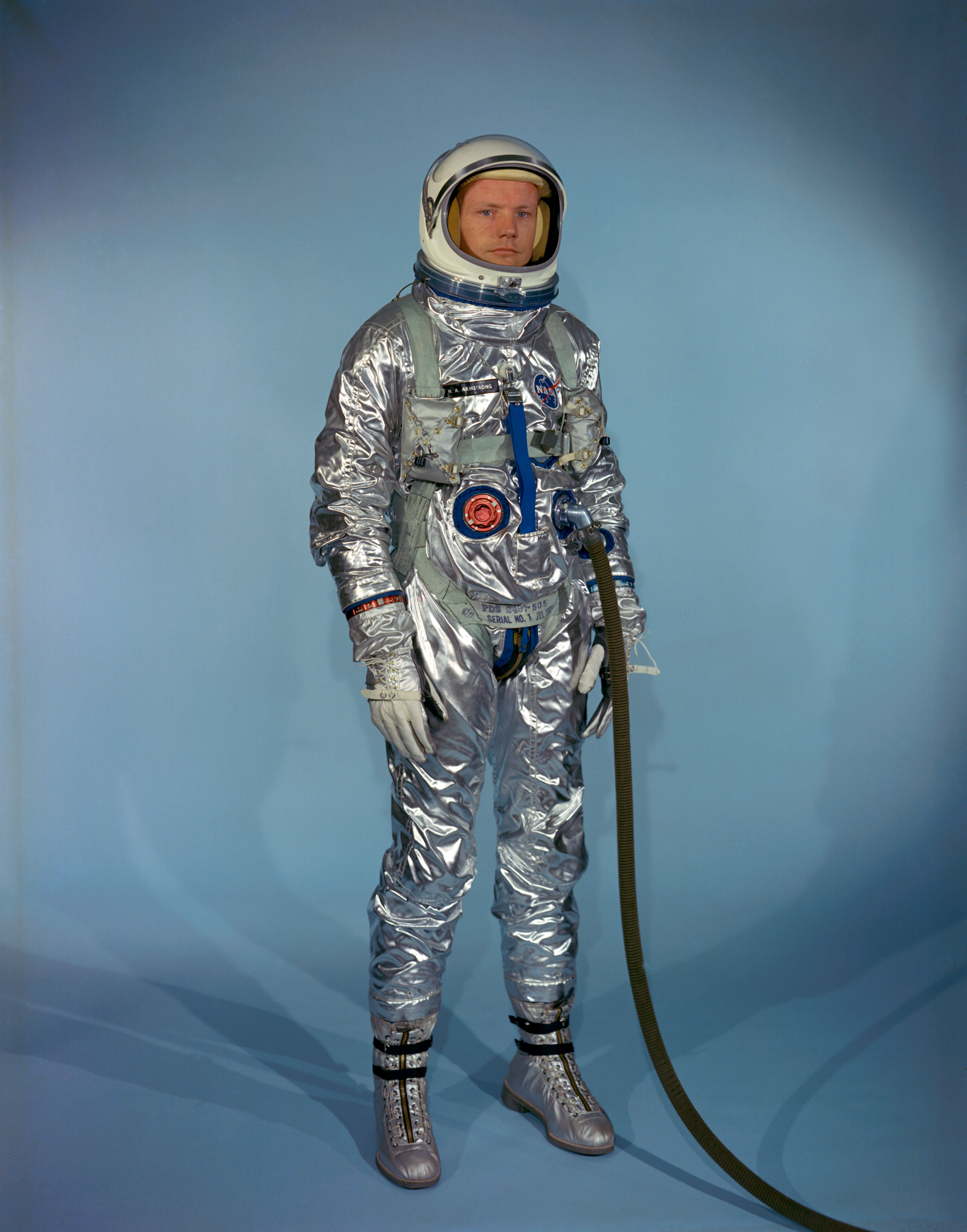
尼尔·阿姆斯特朗
Bill Bridgeman
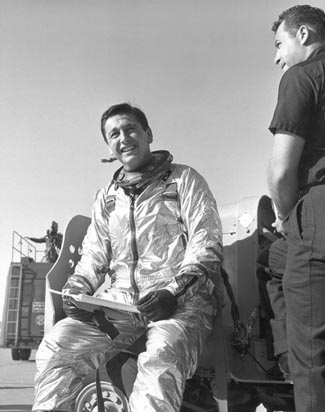
Scott Crossfield
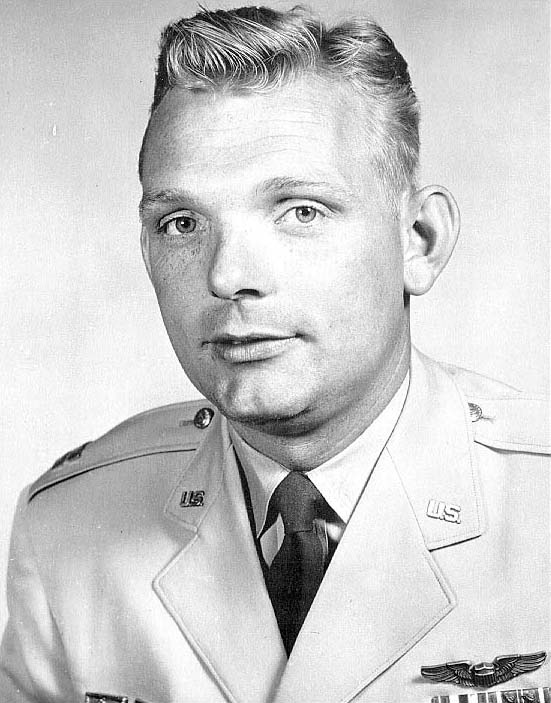
Iven Kincheloe
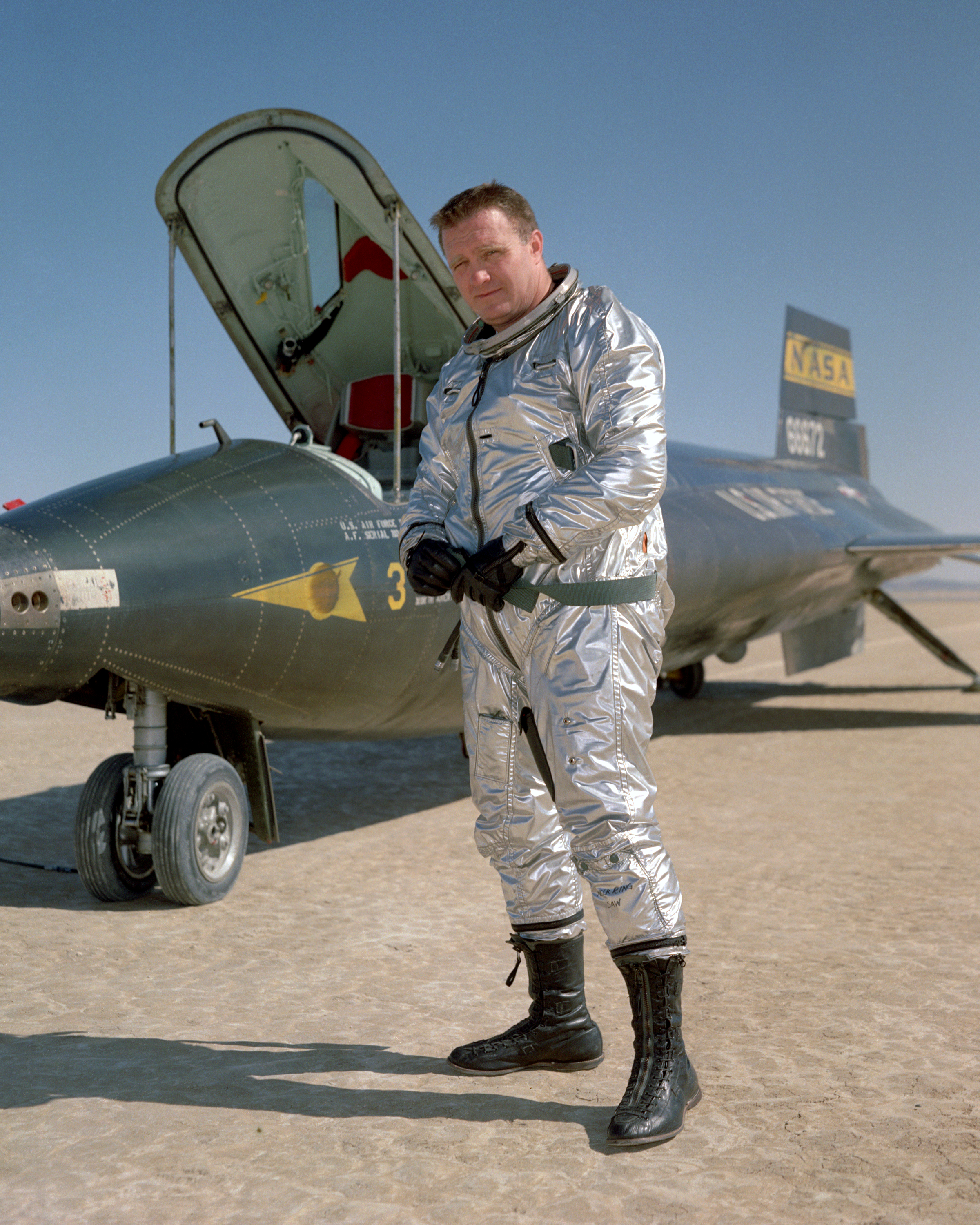
John B. McKay
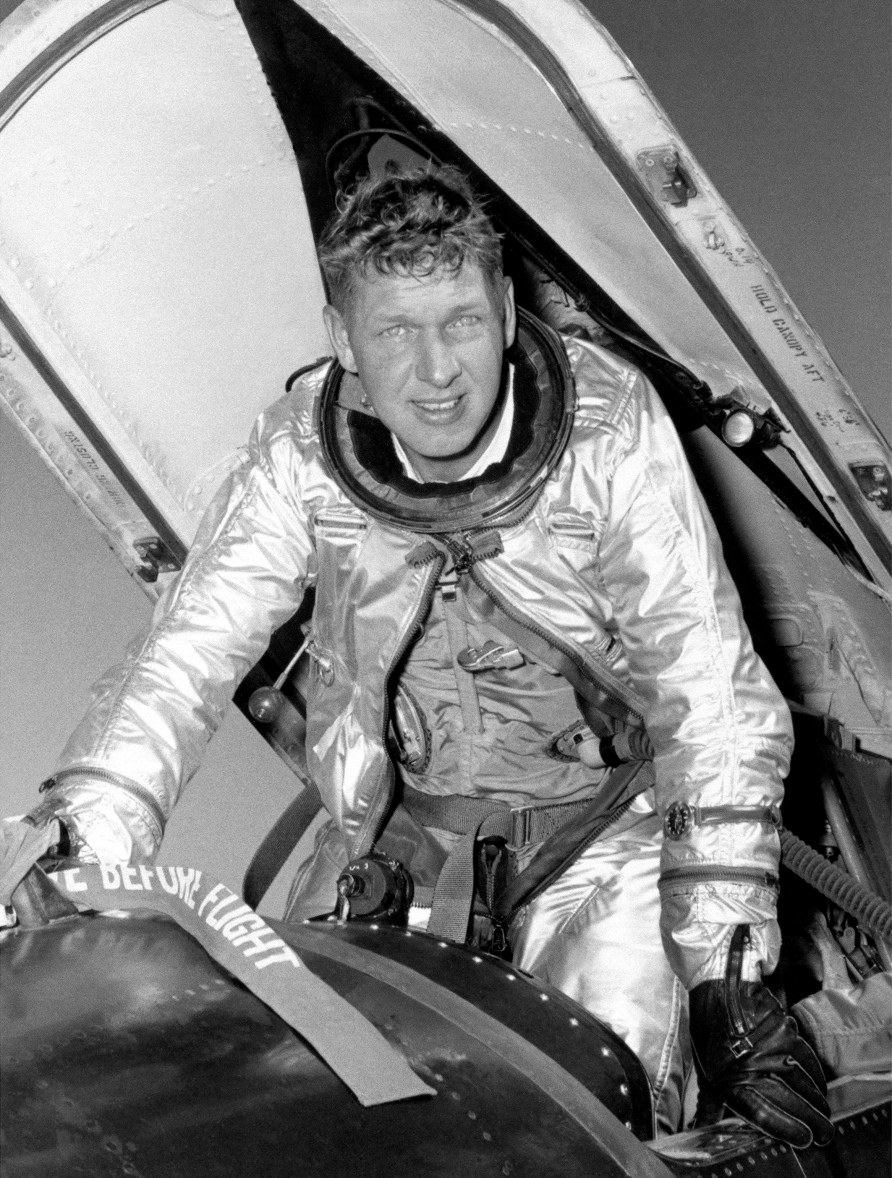
Robert Rushworth
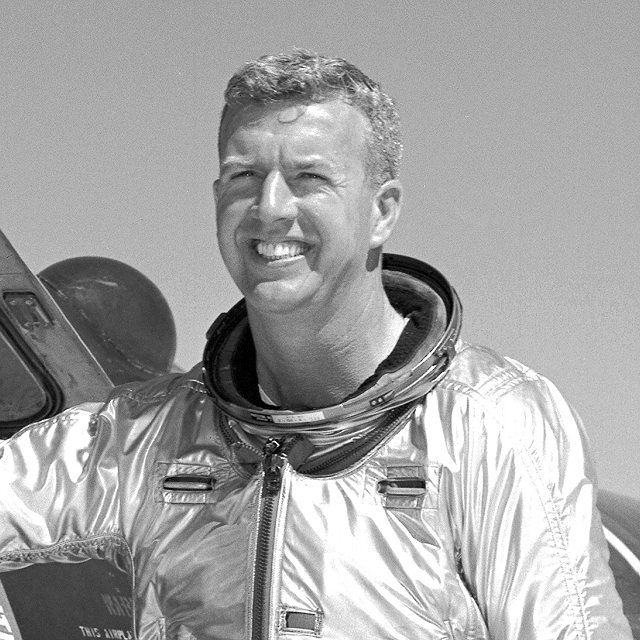
Joe Walker
Alvin White
Robert White